# Aix-en-Ergny
Aix-en-Ergny település Franciaországban, Pas-de-Calais megyében. Lakosainak száma 201 fő (2022. január 1.). Aix-en-Ergny Campagne-lès-Boulonnais, Rumilly, Thiembronne, Ergny és Herly községekkel határos.

## Népesség
A település népességének változása:
| Lakosok száma | 181  | 183  | 184  | 189  | 196  | 203  | 202  | 202  | 201  |
|               | 2013 | 2015 | 2016 | 2017 | 2018 | 2019 | 2020 | 2021 | 2022 |